# Zarak
Zarak is een Britse avonturenfilm uit 1956 onder regie van Terence Young. 

## Verhaal
Zarak Khan is de zoon van een stamhoofd uit het grensgebied tussen Brits-Indië en Afghanistan. Hij wordt betrapt met een van de vrouwen van zijn vader. Ze worden beiden ter dood veroordeeld, maar ze worden op tijd gered door een imam. De verbannen Zarak wordt een rovershoofdman en een vijand van het Britse Rijk.

## Rolverdeling
| Acteur           | Personage             |
| ---------------- | --------------------- |
| Victor Mature    | Zarak Khan            |
| Michael Wilding  | Majoor Michael Ingram |
| Anita Ekberg     | Salma                 |
| Bonar Colleano   | Biri                  |
| Eunice Gayson    | Cathy Ingram          |
| Finlay Currie    | Moellah               |
| Peter Illing     | Ahmad                 |
| Bernard Miles    | Hassu                 |
| Eddie Byrne      | Kasim                 |
| Patrick McGoohan | Moor Larkin           |
| Frederick Valk   | Haji Khan             |
| André Morell     | Majoor Atherton       |
| Harold Goodwin   | Sergeant Higgins      |
| Alec Mango       | Akbar                 |
| Oscar Quitak     | Youssuff              |